# ناش‌ویل (ایلینوی)
ناش‌ویل، ایلینوی (به انگلیسی: Nashville, Illinois) یک شهر در ایالات متحده آمریکا با جمعیت ۳٬۲۵۸ نفر است که در ایلی‌نوی واقع شده‌است.